# Bukovica, Škofja Loka
Bukovica je naselje v Občini Škofja Loka.